# سدر هندي
السدر الهندي أحد أنواع السدر من الفصيلة النبقية.

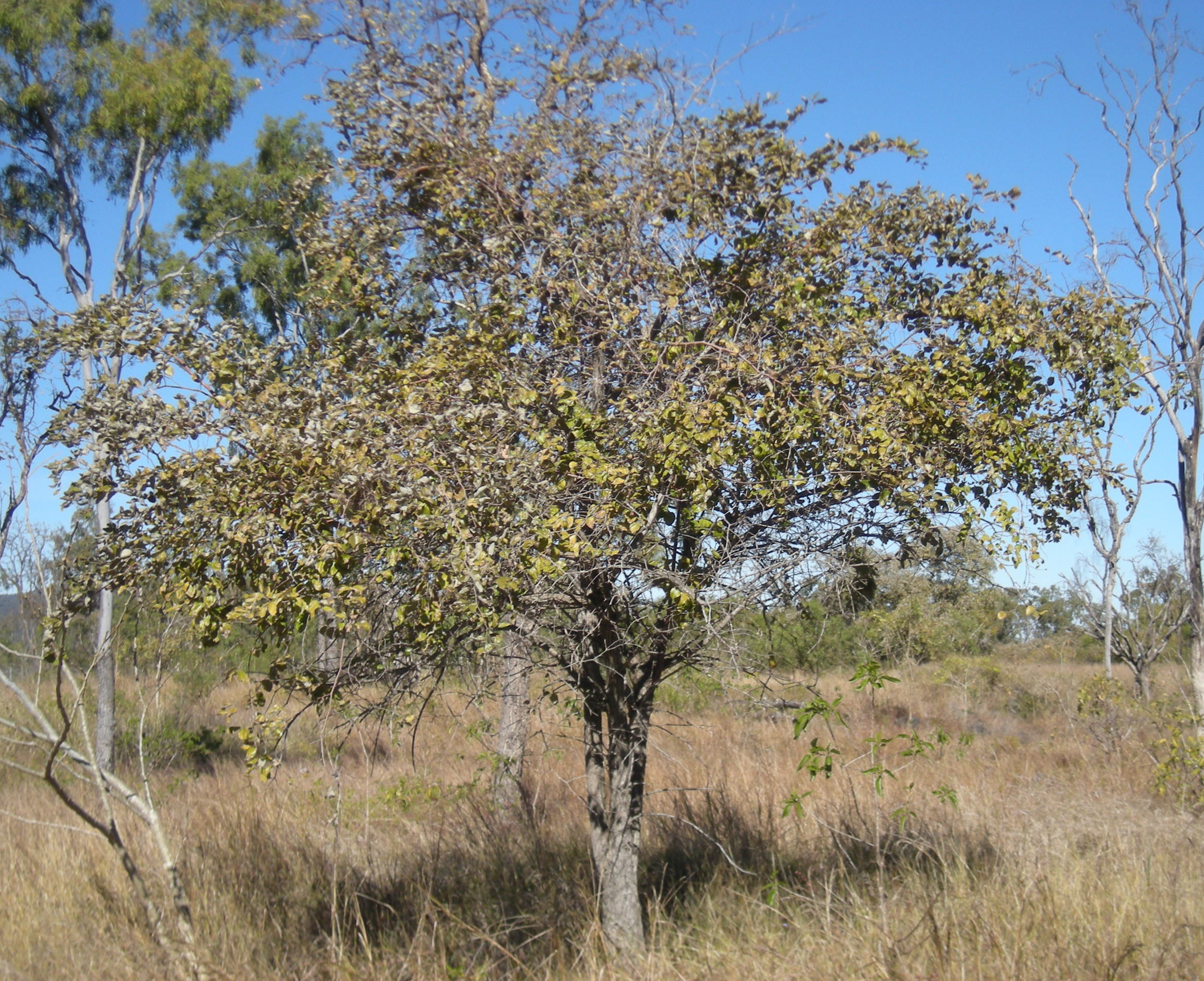
شجرة سدر هندي